# Municipio de Balchik
El municipio de Balchik (búlgaro: Община Балчик) es un municipio búlgaro perteneciente a la provincia de Dobrich.
En 2011 tiene 20 317 habitantes, el 62,46% búlgaros, el 15,17% turcos y el 10,8% gitanos. La mitad de la población vive en la capital municipal Balchik.
Se ubica sobre el tramo de costa situado justo al sureste de Dobrich y noreste de Varna.

## Localidades
| Localidad   | Cirílico  | Población (diciembre de 2009) |
| ----------- | --------- | ----------------------------- |
| Balchik     | Балчик    | 12 196                        |
| Bezvoditsa  | Безводица | 383                           |
| Bobovets    | Бобовец   | 86                            |
| Bryastovo   | Брястово  | 4                             |
| Dropla      | Дропла    | 304                           |
| Dabrava     | Дъбрава   | 216                           |
| Gurkovo     | Гурково   | 560                           |
| Hrabrovo    | Храброво  | 99                            |
| Karvuna     | Карвуна   | 62                            |
| Kranevo     | Кранево   | 1233                          |
| Kremena     | Кремена   | 128                           |
| Lyahovo     | Ляхово    | 444                           |
| Obrochishte | Оброчище  | 2411                          |
| Prespa      | Преспа    | 248                           |
| Rogachevo   | Рогачево  | 263                           |
| Senokos     | Сенокос   | 661                           |
| Sokolovo    | Соколово  | 1004                          |
| Strazhitsa  | Стражица  | 468                           |
| Trigortsi   | Тригорци  | 192                           |
| Tsarichino  | Царичино  | 159                           |
| Tsarkva     | Църква    | 364                           |
| Zmeevo      | Змеево    | 347                           |
| Total       |           | 21 832                        |